# Crawford County (Kansas)
Crawford County je okres ve státě Kansas v USA. K roku 2010 zde žilo 39 134 obyvatel. Správním městem okresu je Girard. Celková rozloha okresu činí 1 541 km². Byl pojmenován podle guvernéra Samuela J. Crawforda.